# Гелі Лааксонен
Гелі Лааксонен (28 вересня 1972, Турку  , Фінляндія) — фінська письменниця, поетка, акторка, перекладачка, сценарист. 

## Життєпис
Закінчила Університет Турку зі ступенем магістра фінської філології, у 2000 отримала ступінь магістра філософії.
У 1992 — 1999 продовжила навчання в Тартуському університеті в Естонії. 
Потім вчителювала в Гельсінській школі соціальних комунікацій.  
У 1996 — 2000 викладала фінську мову в Гельсінському університеті.  
У 2001 — 2004 працювала менеджером культурних проектів "Laitila", з 2004  займається власним бізнесом. 
У 2011 Гелі Лааксонен переїхала до Раума на південному заході Фінляндії. 

## Творчість
Пише діалектом Раума. 
Аудіокнига Гелі Лааксонен «Jänes pussis», яку вона сама читає, була продана у Фінляндії в кількості 15 000 примірників. 
Автор книг для дітей («Semmoset ja Tommoset — Tapleti arvotus»). 
Серед її інтересів — естонська поезія. Перекладала вірші поетів Естонії з діалекту Виру на діалект Раума. 
Їй належить кілька сценаріїв телесеріалів («Iltasatu» 2017). Знімається в телесеріалах («Huomenta Suomi», «Pitääkö olla huolissaan?»,«Puoli seitsemän»,«Helil kyläs» та ін.). 
У 2009 нагороджена премією Калевальської федерації жінок. 

## Вибрані твори
- Maapuupäiv. 2000. ISBN 952-5194-86-8
- Pulu uis поезія, 2000. ISBN 952-5194-33-7 .
- Raparperisyrän. поезія. Turku, 2002. ISBN 952-5194-38-8 .
- Sulavoi. поезія. Helsinki, 2006. ISBN 951-1-20697-4 .
- Peippo vei. поезія. Helsinki, 2011 року. ISBN 978-951-1-25006-7 .
- Ilo joka elättelöö: Lauri Tähkä ja Elonkerjuu. Helsinki, 2008. ISBN 978-951-1-22531-7 .
- Lukkosulaa ja lumpeenkukkia. Kaksinäytöksinen hapankomedia . Helsinki, 2008. ISBN 978-951-1-22690-1 .
- Pursu, tarina- ja marinakirja. Helsinki 2009. ISBN 978-951-1-23838-6 .
- Elo ilman kirjaa on teeskentelyä. 2012. ISBN 978-952-9-29932-4 .
- Aapine. Aakkossi niil ko ymmärtävä jo pualest sanast . Helsinki, 2013. ISBN 978-951-1-26782-9 .
- Lähtisiks föli? 2015. ISBN 978-951-1-29064-3 .
- Sylvia, Tuija ja laulava patja. 2016. ISBN 978-952-68595-0-7.
- Ole ise! Збірка естонської поезії, 2017. ISBN 978-994-96042-4-1